# Denmark (Wisconsin)
Denmark ist eine Gemeinde (mit dem Status „Village“) im Brown County im US-amerikanischen Bundesstaat Wisconsin. Im Jahr 2010 hatte Denmark 2123 Einwohner.
Der Spitzname von Denmark ist "FFA Alumni Capitol of the World". Die FFA ist eine amerikanische Jugendorganisation mit Zentrale in Indianapolis, die 1928 gegründet wurde.
Denmark ist Bestandteil der Metropolregion um die Stadt Green Bay. 

## Geografie
Denmark liegt im Osten Wisconsins zwischen der Green Bay und dem offenen Michigansee. Die geografischen Koordinaten von Denmark sind 44°20′54″ nördlicher Breite und 87°49′47″ westlicher Länge. Das Gemeindegebiet erstreckt sich über eine Fläche von 3,8 km². 
Benachbarte Orte von Denmark sind Poland (11,3 km nördlich), Maribel (8,8 km südsüdöstlich) und Langes Corners (5,5 km nordnordwestlich).
Das Stadtzentrum von Green Bay liegt 31,1 km nordwestlich von Denmark. Die weiteren nächstgelegenen größeren Städte sind Milwaukee (162 km südlich), Chicago (307 km in der gleichen Richtung), Wisconsins Hauptstadt Madison (223 km südwestlich), Eau Claire (330 km westlich), die Twin Cities in Minnesota (476 km in der gleichen Richtung) und Duluth am Oberen See in Minnesota (546 km nordwestlich).

## Verkehr
Die Interstate 43 verläuft in Nord-Süd-Richtung am Westrand von Denmark. Der Wisconsin State Highway 96 erreicht im Denmark seinen östlichen Endpunkt. Alle weiteren Straßen sind untergeordnete Landstraßen, teils unbefestigte Fahrwege sowie innerstädtische Verbindungsstraßen.
Durch Denmark verläuft eine Eisenbahnstrecke der heute zur Canadian National Railway gehörenden Wisconsin Central.
Mit dem Austin Straubel International Airport in Green Bay befindet sich 31,7 km nordwestlich der nächste Flughafen. Die nächsten Großflughäfen sind der Milwaukee Mitchell International Airport in Milwaukee (175 km südlich), der O’Hare International Airport in Chicago (287 km in der gleichen Richtung) und der Minneapolis-Saint Paul International Airport (479 km westlich).

## Bevölkerung
Nach der Volkszählung im Jahr 2010 lebten in Denmark 2123 Menschen in 923 Haushalten. Die Bevölkerungsdichte betrug 558,7 Einwohner pro Quadratkilometer. In den 923 Haushalten lebten statistisch je 2,3 Personen. 
Ethnisch betrachtet setzte sich die Bevölkerung zusammen aus 95,3 Prozent Weißen, 0,4 Prozent Afroamerikanern, 0,6 Prozent amerikanischen Ureinwohnern, 0,7 Prozent Asiaten sowie 1,6 Prozent aus anderen ethnischen Gruppen; 1,4 Prozent stammten von zwei oder mehr Ethnien ab. Unabhängig von der ethnischen Zugehörigkeit waren 2,4 Prozent der Bevölkerung spanischer oder lateinamerikanischer Abstammung. 
25,5 Prozent der Bevölkerung waren unter 18 Jahre alt, 61,2 Prozent waren zwischen 18 und 64 und 13,3 Prozent waren 65 Jahre oder älter. 51,0 Prozent der Bevölkerung war weiblich.

Das mittlere jährliche Einkommen eines Haushalts lag bei 43.438 USD. Das Pro-Kopf-Einkommen betrug 21.909 USD. 13,0 Prozent der Einwohner lebten unterhalb der Armutsgrenze.

## Persönlichkeiten
- Jean Sutton, geboren als Eugenia Geneva Hansen (1915–2003), Science-Fiction-Autorin